# Вратковићи
Вратковићи су насељено мјесто у општини Гацко, Република Српска, БиХ. Према попису становништва из 1991. у насељу је живјело 98 становника.

## Становништво
| Демографија | Демографија | Демографија |
| Година      | Становника  | Становника  |
| ----------- | ----------- | ----------- |
| 1961.       | 159         |             |
| 1971.       | 142         |             |
| 1981.       | 114         |             |
| 1991.       | 98          |             |

## Познате личности
- Милан Спасојев Тепавчевић, један од организатора Јунског Устанка 1941. и херој устанка